# Jussi 69
Jussi 69, född Jussi Heikki Tapio Vuori 11 juli 1972 i Helsingfors, Finland, spelar trummor i det finska goth'n'roll bandet The 69 Eyes.
Jussi har även ett eget radioprogram som heter "Night of Vampires", som sänder när Jussi inte är på turné med bandet.